# Port lotniczy San Jose
Norman Y. Mineta San Jose International Airport – publiczne lotnisko w mieście San Jose w Kalifornii. Lotnisko leży na północny zachód od San José. Lotnisko jest położone przy stanowych autostradach U.S. Route 101, Interstate 880 i State Route 87.

## Terminale
Lotnisko posiada dwa terminale, A i B.

## Połączenia lotnicze
Lotnisko ma połączenia z wieloma portami lotniczymi w USA i Kalifornii, m.in. Port lotniczy Chicago-O’Hare, port lotniczy Nowy Jork-JFK, Port lotniczy Los Angeles, Port lotniczy Boston.